# Cinema della Tuscia
Nella regione dell'Italia centrale della Tuscia sono stati girati film e serie televisive. 

## Storia

### Cinema
La storia del Cinema nella Tuscia inizia nel Novecento, una delle prime apparizioni cinematografiche è Viterbo nel film Vecchia Guardia di Alessandro Blasetti del 1934, negli anni cinquanta la Tuscia è molto presente nel cinema italiano, nel 1950 Roberto Rossellini girò alcune sequenze del suo film Francesco, giullare di Dio nei pressi di Oriolo Romano, l'anno successivo nel 1951 Orson Welles girò il suo film Otello  tra Viterbo e Tuscania, il film poi vinse il Festival di Cannes nel 1952. 
Anche Federico Fellini scelse la Tuscia per alcuni dei suoi capolavori come I Vitelloni nel 1953 dove molte scene furono girate a Viterbo e La strada nel 1954 scegliendo questa volta Bagnoregio per alcune scene del suo film. 
A Viterbo e dintorni Alberto Sordi  fu protagonista di film come Lo scapolo di Antonio Pietrangeli nel 1955 e Il vigile di Luigi Zampa nel 1960, . 
Nel 1957 Mario Monicelli  girò il suo film Il medico e lo stregone con Vittorio De Sica e Marcello Mastroianni in molti luoghi della Tuscia come San Martino al Cimino, Valentano, la sequenza del paese visto da lontano è stata girata a Civita di Bagnoregio e la scena della stazione ferroviaria è stata filmata a Grotte Santo Stefano.
Nel 1958 Sergio Grieco girò alcune scene del suo film Pia de' Tolomei a Tuscania.
Tra gli anni cinquanta e gli anni sessanta la Tuscia, in particolare Viterbo, appare in molte pellicole cinematografiche come Lucrezia Borgia di Christian-Jaque del 1953, Le notti di Lucrezia Borgia di Sergio Grieco del 1959, La mandragola di Alberto Lattuada del 1965, Il tormento e l'estasi di Carol Reed del 1965, El Greco di Luciano Salce del 1966 e I raggi mortali del dottor Mabuse di Hugo Fregonese del 1968. 
Pier Paolo Pasolini, che amava molto la Tuscia, nel 1964 scelse di girare il suo film Il Vangelo secondo Matteo tra Tuscania e Chia, quest'ultima rimasta proprio nel cuore di Pasolini dove scelse di vivere alcuni dei suoi ultimi anni di vita; nel 1966 il regista girò a Tuscania alcune scene del famoso film Uccellacci e uccellini con Totò e Ninetto Davoli ed infine nel 1971 Il Decameron.
Nel 1966 il regista Mario Monicelli , che aveva girato nella Tuscia già il suo film Il medico e lo stregone, tornò in questi luoghi per girare il suo film L'armata Brancaleone, infatti si possono riconoscere scorci di molti paesi della Tuscia come Tuscania, Canino, Vitorchiano, Valentano, Civita di Bagnoregio, Bolsena, Nepi e Falerii; per poi tornare nel 1970 con Brancaleone alle crociate dove la Tuscia fu nuovamente protagonista nella pellicola del regista romano. Un altro grande regista come Sergio Corbucci scelse la Tuscia nel 1966 per il suo film L'uomo che ride girando alcune scene a Viterbo in Piazza San Lorenzo ed a Tuscania. Nel 1968 Franco Zeffirelli scelse Tuscania per la scena del matrimonio tra due innamorati celebrato nella Basilica Romana di S.Pietro, dove furono girate anche le scene finali della tomba di famiglia di lei, il film in questione è proprio Romeo e Giulietta, lo stesso regista nel 1972 girò alcune sequenze del suo film Fratello sole, sorella luna proprio nella Tuscia.
Negli anni settanta la Tuscia  appare principalmente nella famosa miniserie Le avventure di Pinocchio di Luigi Comencini del 1972 con attori come Nino Manfredi, Franco Franchi, Ciccio Ingrassia, Vittorio De Sica che fu girata interamente in questi luoghi come Farnese, Ischia di Castro, Tarquinia, Caprarola, Lago di Vico e Ronciglione; in quegli anni furoni girati anche film come Boccaccio di Bruno Corbucci del 1972 dove le riprese esterne si svolsero quasi completamente a Viterbo, Decameron nº 4 - Le belle novelle del Boccaccio di Paolo Bianchini del 1972, nel 1975 il regista Sergio Nasca girò alcune scene del suo film Vergine, e di nome Maria a Tuscania, poi negli anni ottanta la Tuscia appare in alcuni film come La cornacchia disse crai di Paolo Isaja del 1980, Nostalghia di Andrej Tarkovskij del 1983 dove si possono vedere la Cripta della chiesa di San Pietro a Tuscania, Calcata e la Piazza della Collegiata a Faleria, il film Vinse il Grand Prix du cinéma de création al Festival di Cannes di quell'anno; nel 1989 Liliana Cavani girò molte scene del suo film Francesco nella Tuscia e soprattutto a Tuscania.
Negli anni novanta nella Tuscia furono girati alcuni film come In nome del popolo sovrano di Luigi Magni del 1990 con Nino Manfredi e Alberto Sordi a Viterbo, quest'ultimo nello stesso anno ha girato il film L'avaro di Tonino Cervi dove questa volta furono protagonisti due paesi della Tuscia come Bassano Romano e Caprarola ed i loro palazzi storici ed infine La sindrome di Stendhal di Dario Argento del 1995 dove la città di Viterbo è esplicitamente citata nel film.
Uno dei luoghi della Tuscia molto apprezzato dai registi è Palazzo Farnese a Caprarola dove furono girati alcuni film come il già citato film L'avaro con Alberto Sordi, La Condanna di Marco Bellocchio del 1991, Operazione U.N.C.L.E. di Guy Ritchie nel 2015 e Sogno di una notte di mezza estate di Michael Hoffman nel 1999 dove si può vedere anche il Parco dei Mostri di Bomarzo e Sutri; un altro luogo della Tuscia amato da alcuni registi è il Lago di Bolsena dove furono girati film come Il senso della vertigine di Paolo Bologna del 1991 e Le meraviglie di Alice Rohrwacher del 2014 dove furono protagonisti di alcune scene anche Acquapendente e San Lorenzo Nuovo, molto noto al pubblico è anche il Laghetto del Pellicone a Vulci dove furono girate delle scene memorabili del cinema italiano, l'incontro di Roberto Benigni e Massimo Troisi con Leonardo Da Vinci nel film Non ci resta che piangere del 1984, alcune scene del film La visione del sabba di Marco Bellocchio del 1988 e la scena di Aldo Giovanni e Giacomo nel film Tre uomini e una gamba del 1997.
Nella meravigliosa Villa Lante  a Bagnaia, una frazione di Viterbo, sono state girate molte scene cinematografiche in vari film come La maschera di Cesare Borgia di Duilio Coletti del 1941, Lucia di Lammermoor di Piero Ballerini del 1946, Cento piccole mamme di Giulio Morelli del 1952, Le diciottenni di Mario Mattoli del 1955, I quattro moschettieri di Carlo Ludovico Bragaglia del 1963, Le voci bianche di Pasquale Festa Campanile e Massimo Franciosa del 1964, Una vergine per il principe, di Pasquale Festa Campanile del 1965, Le fate di Mario Monicelli del 1966, Nel sole di Aldo Grimaldi del 1967, Pensiero d'amore di Mario Amendola del 1969, All'onorevole piacciono le donne di Lucio Fulci del 1972, Senza famiglia, nullatenenti cercano affetto di Vittorio Gassman del 1972, Il tuo piacere è il mio di Claudio Racca del 1973, E ridendo l'uccise di Florestano Vancini del 2005, Imperia, la grande cortigiana di Pier Francesco Pingitore del 2005 e Habemus Papam di Nanni Moretti del 2011.
Negli anni duemila la Tuscia è presente nel film internazionale Luther - Genio, ribelle, liberatore di Eric Till del 2003 dove alcune scene sono state girate a Viterbo, un paese della Tuscia che si vede molto nei vari film girati negli anni duemila è Tuscania dove è stato girato interamente il film Aspettando la Bardot di Marco Cervelli nel 2018, il paese compare anche nel film Il giorno, la notte. Poi l'alba di Paolo Bianchini del 2007 e nel film L'allenatore nel pallone 2 di Sergio Martino del 2008. 

### Fiction
Non solo il cinema, ma anche molte fiction sono state girate nella Tuscia, una delle più memorabili è Il maresciallo Rocca con Gigi Proietti girata interamente nella città di Viterbo, proprio il capoluogo si può trovare in molte scene girate nella miniserie Il generale Dalla Chiesa del 2007 con Giancarlo Giannini.
Due stagioni della serie I Borgia furono girate in questi luoghi come Palazzo Farnese a Caprarola, Tuscania e Sutri, la fiction Il bosco è stata girata interamente tra Viterbo, il Lago di Vico e la Faggeta del Monte Cimino di Soriano nel Cimino; alcune scene della serie I Medici sono state girate a Viterbo e nel Palazzo Farnese a Caprarola.
Il noto regista Paolo Sorrentino nel 2016 ha girato molte scene della serie The Young Pope a Bagnaia nella meravigliosa Villa Lante (sempre a Villa Lante nel 1965 furono girate molte scene della miniserie Scaramouche di Daniele D'Anza con Domenico Modugno) e nel 2019 Viterbo appare nella miniserie statunitense Catch-22 con George Clooney. 

## Festival e rassegne speciali

### Tuscia Film Fest
Il Tuscia Film Fest nasce nel 2004 e si tiene a tutti gli anni a Viterbo, durante questo evento si possono vedere cortometraggi e lungometraggi e ci sono interviste ed incontri con attori e registi. Durante questo evento viene attribuito il Premio Pipolo dedicato a Giuseppe Moccia, in arte Pipolo, nato a Viterbo nel 1933 e scomparso a Roma nel 2006, è stato, insieme all'amico Franco Castellano, uno dei più prolifici sceneggiatori del cinema italiano. In questi anni sono stati presenti come ospiti in questo festival attori del cinema italiano come Tinto Brass, Milena Vukotic, Ennio Fantastichini, Paolo Ruffini e molti altri.

### Est Film Festival
L'Est Film Festival nasce nel 2007 e si tiene a Montefiascone in provincia di Viterbo nel mese di luglio. Il Festival mette in palio quattro premi ufficiali: l'Arca d'oro che viene aggiudicata al vincitore della sezione lungometraggi, gli Archi d'argento che vanno al vincitore della miglior colonna sonora, Premio del pubblico, Premio dei Giovani e Miglior Documentario; infine l'Arco di platino va ad uno dei migliori protagonisti del cinema italiano ed internazionale scelto nella sezione Incontri speciali. In questi anni sono stati presenti come ospiti in questo festival attori del cinema italiano come Carlo Verdone, Gigi Proietti, Terence Hill, Pupi Avati e molti altri.

## Registi
- Paolo Bologna, Fabio Segatori, Franco Bernini, Giorgio Capitani, Giuseppe Moccia (Pipolo), Paolo Bianchini, Silvio Laurenti Rosa.

## Attori
- Aldo Nicodemi, Antonella Steni, Carlo Giustini, Lea Padovani, Ennio Fantastichini.

## Elenco dei film girati nella Tuscia
- Vecchia Guardia regia di Alessandro Blasetti (1934), girato in parte a Viterbo
- Francesco, giullare di Dio regia di Roberto Rossellini (1950), girato in parte a Oriolo Romano
- Luci del varietà regia di Federico Fellini e Alberto Lattuada (1950), girato in parte a Capranica
- Otello regia di Orson Welles (1951), girato in parte a Viterbo e Tuscania
- Cento piccole mamme regia di Giulio Morelli (1952), girato in parte a Bagnaia
- Cinque poveri in automobile regio di Mario Mattoli (1952), girato in parte a Ronciglione e a Capranica
- Lucrezia Borgia regia di Christian-Jaque (1953), girato in parte a Viterbo
- Violenza sul lago di Leonardo Cortese (1954) girato sul Lago di Bolsena
- La strada regia di Federico Fellini (1954), girato in parte a Bagnoregio
- Lo scapolo regia di Antonio Pietrangeli (1955), girato in parte a Viterbo e Ronciglione
- Le diciottenni regia di Mario Mattoli (1955), girato in parte a Bagnaia
- Andrea Chénier regia di Clemente Fracassi (1955), girato in parte a Bagnaia
- Il medico e lo stregone regia di Mario Monicelli (1957), girato in parte a San Martino al Cimino, Valentano, Civita di Bagnoregio, Grotte Santo Stefano
- Pia de' Tolomei regia di Sergio Grieco (1958), girato in parte a Tuscania
- Le notti di Lucrezia Borgia regia di Sergio Grieco (1959), girato in parte a Viterbo
- Il vigile regia di Luigi Zampa (1960), girato in parte a Viterbo
- La dolce vita regia di Federico Fellini (1960), girato in parte a Bassano Romano e Capranica
- Il carro armato dell'8 settembre regia di Gianni Puccini (1960), girato in parte a Capranica
- I quattro moschettieri regia di Carlo Ludovico Bragaglia (1963), girato in parte a Bagnaia
- I due colonnelli di Steno (1963) girato in parte a Civita di Bagnoregio
- 8½ regia di Federico Fellini (1963), girato in parte a Viterbo
- Il Vangelo secondo Matteo regia di Pier Paolo Pasolini (1964), girato in parte a Tuscania e Chia
- La vendetta della signora regia di Bernhard Wicki (1964), girato in parte a Capranica (scalo ferroviario)
- La donna del lago regia di Luigi Bazzoni (1965), girato in parte a Bolsena
- La mandragola regia di Alberto Lattuada (1965), girato in parte a Viterbo
- Il tormento e l'estasi regia di Carol Reed (1965), girato in parte a Viterbo
- Una vergine per il principe regia di Pasquale Festa Campanile (1965), girato in parte a Bagnaia e Caprarola
- Uccellacci e uccellini regia di Pier Paolo Pasolini (1966), girato in parte a Tuscania
- El Greco regia di Luciano Salce (1966), girato in parte a Viterbo
- L'armata Brancaleone regia di Mario Monicelli (1966), girato in parte a Tuscania, Canino, Vitorchiano, Valentano, Civita di Bagnoregio, Bolsena, Nepi, Orte e Falerii
- L'uomo che ride regia di Sergio Corbucci (1966), girato in parte a Viterbo e Tuscania
- Le fate regia di Luciano Salce, Mario Monicelli, Mauro Bolognini, Antonio Pietrangeli (1966), girato in parte a Bagnaia
- Nel sole regia di Aldo Grimaldi (1967), girato in parte a Bagnaia
- La cintura di castità regia di Pasquale Festa Campanile (1967), girato in parte a Bagnaia e Tuscania
- Romeo e Giulietta regia di Franco Zeffirelli (1968), girato in parte a Tuscania
- Fuoco! regia di Gian Vittorio Baldi (1968), girato interamente a Capranica
- I raggi mortali del dottor Mabuse regia di Hugo Fregonese (1968), girato in parte a Viterbo
- Pensiero d'amore regia di Mario Amendola (1969), girato in parte a Bagnaia
- Toh, è morta la nonna! regia di Mario Monicelli (1969), girato in parte a Tuscania
- Zenabel regia di Ruggero Deodato (1969), girato in parte a Tuscania e Bomarzo
- Brancaleone alle crociate regia di Mario Monicelli (1970), girato in parte a Tuscania
- Angeli senza paradiso regia di Ettore Maria Fizzarotti (1970), girato in parte a Bagnaia
- Contestazione generale regia di Luigi Zampa (1970), girato in parte a Civita di Bagnoregio
- Il Decameron regia di Pier Paolo Pasolini (1971), girato in parte a Viterbo
- Fratello sole, sorella luna regia di Franco Zeffirelli (1972), girato in parte a Viterbo
- Boccaccio regia di Bruno Corbucci (1972), girato in parte a Viterbo
- Decameron nº 4 - Le belle novelle del Boccaccio regia di Paolo Bianchini (1972), girato in parte a Viterbo
- All'onorevole piacciono le donne regia di Lucio Fulci (1972), girato in parte a Bagnaia
- Senza famiglia, nullatenenti cercano affetto regia di Vittorio Gassman (1972), girato in parte a Bagnaia
- L'etrusco uccide ancora regia di Armando Crispino (1972), girato in parte a Tarquinia nella chiesa di San Flaviano a Montefiascone
- Il tuo piacere è il mio regia di Claudio Racca (1973), girato in parte a Bagnaia
- Pasolini e ... la forma della città regia di Pier Paolo Pasolini e Paolo Brunatto (1974), girato interamente a Orte
- Dracula cerca sangue di vergine... e morì di sete!!! regia di Paul Morrissey (1974), girato in parte a Vulci
- Vergine, e di nome Maria regia di Sergio Nasca (1975), girato in parte a Tuscania
- Amici miei regia di Mario Monicelli (1975), girato in parte a Calcata
- Dove vai in vacanza? episodio  Vacanze intelligenti, con e di Alberto Sordi   (1978), scena nel paese di Bomarzo
- Viaggio con Anita regia di Mario Monicelli (1979), girato in parte a Viterbo
- La cornacchia disse crai regia di Paolo Isaja (1980), girato in parte a Tuscania
- Il marchese del Grillo regia di Mario Monicelli (1981), girato in parte a Oriolo Romano e Tarquinia
- Il conte Tacchia regia di Sergio Corbucci (1982), girato in parte a Tuscania, Vetralla e Monte Romano
- Nostalghia regia di Andrej Tarkovskij (1983), girato in parte a Tuscania, Calcata e Faleria
- Non ci resta che piangere regia di Roberto Benigni e Massimo Troisi (1984), girato in parte a Vulci, a Capranica (scalo ferroviario), e vecchia stazione di Ronciglione
- Ladyhawke regia di Richard Donner (1985), girato in parte a Vulci e Tuscania
- Speriamo che sia femmina regia di Mario Monicelli (1986), girato in parte a Oriolo Romano
- Strana la vita regia di Giuseppe Bertolucci (1987) girato in parte a Vulci
- La visione del sabba regia di Marco Bellocchio (1988), girato in parte a Vulci
- La maschera (film 1988) è un film del 1988 diretto da Fiorella Infascelli girato in parte sull'Isola Bisentina
- Francesco regia di Liliana Cavani (1989), girato in parte a Tuscania
- L'avaro regia di Tonino Cervi (1989), girato in parte a Bassano Romano e Caprarola
- Le comiche regia di Neri Parenti (1990), girato in parte a Orte (scalo ferroviario)
- In nome del popolo sovrano regia di Luigi Magni (1990), girato in parte a Viterbo
- La condanna regia di Marco Bellocchio (1991), girato in parte a Caprarola
- Chiedi la luna regia di Giuseppe Piccioni (1991), girato in parte a Tuscania
- Il senso della vertigine regia di Paolo Bologna (1991), girato nel centro di Viterbo, alle terme del Bagnaccio, sul Lago di Bolsena e Isola Bisentina
- La sindrome di Stendhal regia di Dario Argento (1996), girato in parte a Viterbo
- Ritratto di signora con Nicole Kidman regia di Jane Campion (1996) (Oscar 1997), girato in parte a Orte
- La grande quercia regia di Paolo Bianchini (1997), girato in parte a Tuscania, e San Martino al Cimino
- Tre uomini e una gamba regia di Aldo, Giovanni e Giacomo e Massimo Venier (1997), girato in parte a Vulci
- Sogno di una notte di mezza estate regia di Michael Hoffman (1999), girato in parte a Caprarola, Bomarzo e Sutri
- Luther - Genio, ribelle, liberatore regia di Eric Till (2003), girato in parte a Viterbo
- E ridendo l'uccise regia di Florestano Vancini (2005), girato in parte a Bagnaia
- Imperia, la grande cortigiana regia di Pier Francesco Pingitore (2002), girato in parte a Bagnaia e Caprarola
- Antonio, guerriero di Dio regia di Antonello Belluco (2006), girato in parte a Tuscania
- Il giorno, la notte. Poi l'alba regia di Paolo Bianchini (2007), girato in parte a Tuscania
- L'allenatore nel pallone 2 regia di Sergio Martino (2008), girato in parte a Tuscania
- Habemus Papam regia di Nanni Moretti (2011), girato in parte a Bagnaia
- The Tree of Life (2011) di  Terrence Malick breve scena nel Parco dei Mostri di Bomarzo
- Le meraviglie regia di Alice Rohrwacher (2014), girato in parte a Bolsena, Acquapendente e San Lorenzo Nuovo
- Operazione U.N.C.L.E. regia di Guy Ritchie (2015), girato in parte a Caprarola
- Bite (Blood trap) regia di Alberto Sciamma (2015), girato interamente a Orte
- Maraviglioso Boccaccio (2015) di Paolo e Vittorio Taviani girato in parte a Montecalvello
- Il racconto dei racconti - Tale of Tales  (2015) di Matteo Garrone, girato in parte a Montecalvello, Bosco del Sasseto,
- La voce della pietra regia di Eric Dennis Howell (2017), girato in parte (interni) nel castello di Montecalvello
- Aspettando la Bardot regia di Marco Cervelli (2018), girato interamente a Tuscania
- L'italiano che inventò il cinema regia di Stefano Anselmi (2019), girato in parte a Orte
- Chiara regia di Susanna Nicchiarelli (2022), girato interamente a Tuscania

## Elenco delle fiction girate nella Tuscia
- Scaramouche regia di Daniele D'Anza (1965), girato in parte a Bagnaia
- Le avventure di Pinocchio regia di Luigi Comencini (1972), girato interamente tra Farnese, Ischia di Castro, Tarquinia, Caprarola, Lago di Vico e Ronciglione
- Il maresciallo Rocca (1996-2008), girato interamente a Viterbo
- Il generale Dalla Chiesa regia di Giorgio Capitani (2007), girato in parte a Viterbo
- Pinocchio regia di Alberto Sironi (2009), girato in parte a Civita di Bagnoregio e Sutri
- I Borgia (2011-2014), girato in parte a Caprarola, Tuscania e Sutri
- Il bosco regia di Eros Puglielli (2015), girato interamente a Viterbo, Lago di Vico e Soriano nel Cimino
- I Medici (2016-2019), girato in parte a Viterbo e Caprarola
- The Young Pope regia di Paolo Sorrentino (2016), girato in parte a Bagnaia
- Catch-22 regia di George Clooney (2019), girato in parte a Viterbo
- Leonardo regia di Frank Spotnitz (2021), girato in parte a Tuscania